# George Cathcart
Sir George Cathcart (12. května 1794, Londýn, Anglie – 5. listopadu 1854, Inkerman, Rusko) byl britský generál. V armádě sloužil od roku 1810 a zúčastnil se závěrečné fáze napoleonských válek, poté sloužil v koloniích. V hodnosti generálmajora byl v letech 1852–1853 guvernérem a vrchním velitelem v Kapsku, poté byl převelen do Ruska, kde se zúčastnil krymské války. Padl v bitvě u Inkermanu v listopadu 1854.

## Kariéra

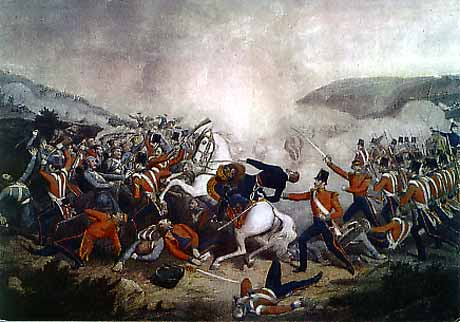
Smrt generála Cathcarta v bitvě u Inkermanu (1854)

Pocházel ze starobylého šlechtického rodu Cathcartů, který se ve Skotsku připomíná od 12. století. Narodil se jako pátý syn generála a diplomata 1. hraběte Cathcarta, po matce byl spřízněn se skotským rodem Elliotů. Studoval v Etonu a Edinburghu, od roku 1810 sloužil v armádě a již v sedmnácti letech byl poručíkem. V roce 1813 odešel do Ruska, kde byl pobočníkem svého otce, tehdejšího vyslance v Petrohradě. V rámci spojeneckých armád se pak zúčastnil bojů s Francií a v roce 1814 vstoupil do Paříže. Za posledního tažení proti Napoleonovi byl v bitvě u Waterloo pobočníkem maršála Wellingtona.
Po napoleonských válkách postupoval v hodnostech u různých jednotek v Anglii, sloužil také v Karibiku a severní Americe, v roce 1837 se zúčastnil potlačení povstání v Kanadě a v roce 1841 dosáhl hodnosti plukovníka. V letech 1841–1851 zastával funkci zástupce guvernéra Toweru a v roce 1851 byl povýšen na generálmajora. V letech 1852–1853 byl guvernérem v Kapsku, kde se zasloužil o udělení ústavy této jihoafrické kolonii. Působení v jižní Africe ukončil v červenci 1853, kdy byl jmenován generálním pobočníkem jezdectva britské armády a vrátil se do Anglie, zároveň obdržel Řád lázně. Po návratu do Anglie byl jmenován velitelem divize na Krymu, kam odjel v roce 1854. Pro případ zranění nebo smrti lorda Raglana byl předurčen jako vrchní velitel v krymské válce. Zúčastnil se bitvy na Almě, poté se s nezájmem spojeneckých velitelů a maršála Raglana setkal jeho plán útoku na Sevastopol. Proslul hrdinským útokem v bitvě u Inkermanu, v níž 5. listopadu 1854 padl. Je pohřben na britském vojenském hřbitově v Sevastopolu.
Uplatnil se mimo jiné jako spisovatel a v roce 1850 vydal ve své době ceněný spis Commentaries on the War in Russia and Germany in 1812 and 1813.
Bylo po něm pojmenováno město Cathcart v jižní Africe.

## Rodina
V roce 1824 se oženil se svou sestřenicí Georgianou Greville (1798–1871) z rodu hrabat z Warwicku. Byla zároveň jeho sestřenicí, protože byla vnučkou generála a diplomata 9. barona Cathcarta. Měli spolu osm dcer, z nichž dvě zemřely v dětství, ostatních šest dcer zůstalo neprovdaných. Z nich nejmladší Emily Cathcart (1834–1917) byla dvorní dámou královny Viktorie.
Georgův starší bratr Charles Cathcart, 2. hrabě Cathcart (1783–1859), byl též generálem a v letech 1845–1847 generálním guvernérem v Kanadě. Další bratr Frederick Cathcart (1789–1865) dosáhl v armádě hodnosti plukovníka a v letech 1824–1826 byl vyslancem u Německého spolku.